# Лизуненко, Григорий Александрович
Лизуненко Григорий Александрович (род.8 июня 1993, Нижневартовск, Россия) — российский боксёр. Мастер спорта России международного класса по боксу.Весовая категория до 64кг. (с 2019 года 63кг.)

## Биография
Родился в городе Нижневартовск, Ханты-Мансийский автономный округ — Югра 8 июня 1993 года.
Входит в состав сборной России по боксу.
Окончил среднюю общеобразовательную школу номер 29 г. Нижневартовска, там же, начал заниматься боксом, в зале бокса "Гонг", под руководством  тренеров Хамидуллина Филарита Ишбулатовича и Смирнова Александра Александровича.
Общий стаж занятий боксом - 15 лет. За все время занятий боксом, показал себя как дисциплинированный и целеустремлённый спортсмен, спокоен, сдержан и решителен в бою.
На протяжении нескольких лет является членом сборной России по боксу. На Всероссийских соревнованиях представляет сборную Ханты - Мансийского АО - Югры, и спортивное общество "ДИНАМО", на международном уровне - сборную Российской Федерации.
Является неоднократным победителем Кубка Мира нефтяных стран, памяти Героя Социалистического Труда  Фармана Курбан оглы Салманова, а так же победителем и призером всероссийских и международных кубков, первенств, турниров и чемпионатов.
Окончил Югорский колледж-интернат олимпийского резерва (ЮКИОР)  в г. Ханты-Мансийск по специальности тренер - преподаватель.
Окончил СИФК (филиал УралГУФК) по специальности преподаватель физической культуры.
В соответствии с Положением о Единой всероссийской спортивной классификации, утвержденным приказом Министерства спорта, туризма и молодёжной политики России Приказом от 18 сентября 2014 года г. № 133-нг. «О присвоении спортивного звания «Мастер спорта России международного класса» присвоено спортивное звание Мастер спорта России международного класса, Лизуненко Григорию Александровичу г. Нижневартовск.
В связи с травмой после Чемпионата России по боксу 2020 года окончил профессиональную спортивную карьеру, и начал тренерскую. 
Имеет такие хобби, как выступления в качестве фокусника-иллюзиониста, и StandUp. В 2023 году одержал победу в городском конкурсе «StandUp битва»

## Спортивные результаты
- Призёр первенства Европы среди юношей,
- Победитель Кубка мира нефтяных стран по Боксу памяти Фармана Салманова (2012, 2013, 2017 гг.),
- Победитель Первенства УРФо г. Екатеринбург, 2012 г.,
- Победитель первенства России по боксу среди юниоров 29.08.2015г (19 — 22 лет, г. Кемерово),
- Призер Чемпионата России по боксу 2013  в г. Хабаровск,
- Призер первенства России среди молодежи по боксу в 2013, 2014, 2015 гг.,
- Призер международных турниров в Румынии в 2014 г., Германии в 2012 г., Украине в 2013 г., Беларуси в 2017г.,
- Финалист международного турнира памяти Героя Советского Союза Шопокова 2015 года в Кыргызстане
- Участник Полупрофессиональной Лиги Бокса (World Series Boxing)
- Серебряный призер Чемпионата России по боксу 2015 Чемпионата России по боксу в категории 64 кг, г. Самара 2015
- Бронзовый призёр Чемпионата России по боксу 2016 в г. Оренбург 2016,
- Серебряный призер международного турнира памяти Героя Советского Союза Виктора Ливенцева в г. Минск, Беларусь - август 2017
- Бронзовый призер Чемпионата России по боксу 2017 в г. Грозный , Чечня 30 сентября -9 октября 2017
- Чемпион кубка мира нефтяных стран по боксу памяти Фармана Салманова в Белоярском 22 - 26 декабря 2017
- Серебряный призёр кубка мира нефтяных стран по боксу памяти Фармана Курбан оглы Салманова 13-16 декабря 2018.
- Призер (серебро) и победитель (в командном первенстве) Чемпионата "Динамо" 2019 года в Казани

## Личная жизнь
Родился в городе Нижневартовск, некоторое время жил в поселке Белорусский, Нижневартовского района.
Отец - Лизуненко Александр Валентинович.
Мать - Лизуненко Надежда Сергеева.
Единственный ребёнок в семье.
С апреля 2013 года находится в отношениях с Марьям Алиевой (род.21.09.1995), по профессии девушка учитель основ безопасности жизнедеятельности.
22 июня 2018 пара официально зарегистрировала свой брак в ЗАГСе города Нижневартовска. Девушка взяла фамилию спортсмена.
В декабре 2021 года у пары родился сын.